# Danny Richar
Danny Adam Richar (né le 9 juin 1983 à La Romana, République dominicaine) est un joueur de deuxième but qui joue dans les Ligues majeures de baseball de 2007 à 2009. 

## Carrière
Recruté comme agent libre amateur le 9 juillet 2001 par les Arizona Diamondbacks, il joue sous les couleurs des Lancaster JetHawks (A) de 2003 à 2005. Il effectue également 26 apparitions au niveau AA avec les El Paso Diablos en 2004. Il frappe 20 coups de circuit en 2005. Richar dispute la saison 2006 avec les Tennessee Smokies (AA) (0,292 de moyenne au bâton pour 129 matches joués) puis commence la saison 2007 chez les Tucson Sidewinders (AAA) (0,285 pour 66 matches).
Richar est échangé aux Chicago White Sox le 6 juin 2007 contre le jeune Aaron Cunningham. Affecté à l'équipe Triple-A des Charlotte Knights, il signe une moyenne au bâton de 0,346 pour 5 coups de circuit en 32 matches. Richar est appelé en équipe majeure le 27 juillet 2007 à la suite de l'échange de Tadahito Iguchi aux Philadelphia Phillies.
Le 31 juillet 2008, Richar et le lanceur Nick Masset sont échangés aux Cincinnati Reds contre Ken Griffey Jr.

## Statistiques
| Saison | Équipe     | G  | AB  | R  | H  | 2B | 3B | HR | RBI | SB | BA    |
| ------ | ---------- | -- | --- | -- | -- | -- | -- | -- | --- | -- | ----- |
| 2007   | Chicago WS | 56 | 187 | 30 | 43 | 9  | 3  | 6  | 15  | 1  | 0,230 |
| 2008   | Cincinnati | 16 | 36  | 4  | 8  | 2  | 0  | 0  | 3   | 1  | 0,222 |
| 2009   | Cincinnati | 7  | 8   | 1  | 2  | 0  | 0  | 0  | 0   | 0  | 0,250 |
| Totaux | Totaux     | 79 | 231 | 35 | 53 | 11 | 3  | 6  | 18  | 2  | 0,229 |

Note : G = Matches joués ; AB = Passages au bâton; R = Points ; H = Coups sûrs ; 2B = Doubles ; 3B = Triples ; 
HR = Coup de circuit ; RBI = Points produits ; SB = Buts volés ; BA = Moyenne au bâton.